# Jean-Bédel Bokassa II
Jean-Bédel Georges Bokassa o Jean-Bédel Bokassa Jr. (nascut el 2 de novembre de 1973) és un fill de Jean-Bédel Bokassa, l'antic dictador de la República Centreafricana i el seu estat successor, l'Imperi Centreafricà, de la seva sisena esposa, Catherine Denguiadé.
Arran de la decisió del seu pare de convertir-se en emperador de l'Àfrica Central, Jean-Bédel Bokassa Jr. va ser nomenat, a l'edat de 4 anys, hereu amb el títol de príncep hereu (príncep hereu de Centre-Àfrica). Va ser escollit tot i tenir diversos germans grans. El fill gran de Bokassa I d'una altra dona, Georges, era ministre del gabinet, però Bokassa el considerava feble.
Jean-Bédel Bokassa Jr. va formar part de la coronació del seu pare el 4 de desembre de 1977.
Va rebre el reconeixement de l'Orde del Mèrit de l'Àfrica Central (4 de desembre de 1977).